# 奧斯庫亞河
59°14′07″N 31°53′28″E / 59.23528°N 31.89111°E
奧斯庫亞河（俄语：Оскуя），是俄羅斯的河流，位於該國西北部諾夫哥羅德州，屬於沃爾霍夫河的右支流，河道全長114公里，流域面積1,470平方公里。